# Мнишек, Ежи

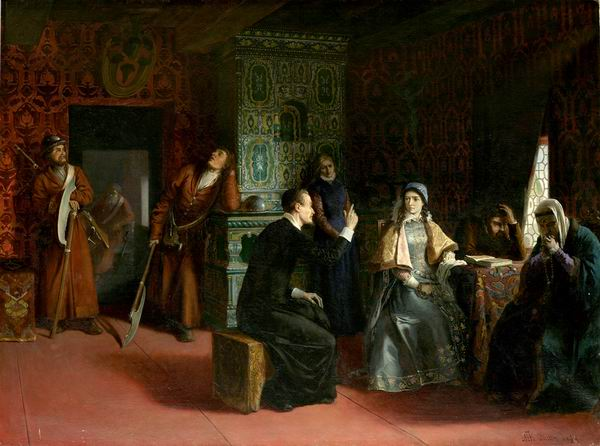
Художник М. П. Клодт. Марина Мнишек и её отец Ежи Мнишек под стражей в Ярославле (1883)

Е́жи Мни́шек, Ежи Мнишех, Юрий Мнишек (пол. Jerzy Mniszech; ок. 1548 — 16 мая 1613) — государственный и военный деятель Речи Посполитой, польский магнат, кравчий великий коронный (с 1574 года), каштелян радомский (с 1582 года), воевода сандомирский (1590—1613), староста львовский (1593/1594), самборский, сокальский, саноцкий, рогати́нский. Родной отец Марины Мнишек. Сторонник и тесть двух самозванцев, выдававших себя за царевича Дмитрия: Лжедмитрия I и Лжедмитрия II.

## Биография
Представитель польского шляхетского рода Мнишеков герба «Кончиц». Третий сын подкомория надворного коронного и бургграфа краковского Миколая Мнишека (ок. 1484—1553) и Барбары Каменецкой (ум. ок. 1569).
Вырос в семье кальвинистов, обучался в университетах Кёнигсберга и Лейпцига. Позже принял католическую веру, делал значительные пожертвования ордену бернардинцев во Львове. В 1592 году заключил брак с Ядвигой Тарло (ум. после 1629), дочерью королевского секретаря Миколая Тарло (ум. 1571) и Ядвиги Стадницкой (ум. после 1604), который в качестве приданого подарил Мнишеку крупные земельные наделы с городами Самбор и Хыров, крупными сёлами Поток и Дембовицы на Подкарпатье, Бонковице, Мурованое. Став самборским старостой, Мнишек с семьей поселился в Самборе.
Активно поддерживал Лжедмитрия I и согласился выдать за него свою дочь Марину, за что в июне 1604 года получил от него грамоту на половину Смоленского княжества с городом Смоленском и княжество Северское. При помощи друзей и родственников сформировал отряд, который отправил с самозванцем. В декабре 1604 года разбил под Новгородом-Северским войска князя Федора Мстиславского, в январе 1605 года, заболев, вернулся в Речь Посполитую.
Прибыл в Москву вместе с дочерью Мариной 12 мая 1606 года. После убийства Лжедмитрия I 20 мая вместе с дочерью сослан в Ярославль. Согласно перемирию 2 августа 1608 года, отпущен в Речь Посполитую, но вопреки обещанию признал Лжедмитрия II и уговорил дочь сделать то же самое. Вернувшись в Речь Посполитую, на сейме 1609 года выступил против планов короля непосредственно вмешаться в московские дела.
3 августа 1609 года Мнишек в составе польско-литовского войска под командованием гетмана Станислава Жолкевского вновь вторгся в пределы Русского государства и участвовал в осаде Москвы.
В 1610 году Мнишек принял участие в битве под Клушино, где поляки нанесли поражение московскому войску под командованием главного воеводы Дмитрия Шуйского. Вслед за тем в Москве был свергнут царь Василий Шуйский и образована Семибоярщина, которая в страхе перед Лжедмитрием II присягнула Владиславу и впустила в Москву Станислава Жолкевского. Вместо Василия Шуйского на московский престол был избран польский королевич Владислав.
В 1611 году Е. Мнишек торжественно представил польскому королю Сигизмунду III Вазе и сейму пленного царя Василия Ивановича Шуйского.
Ежи Мнишек с дочерью Мариной и польскими отрядами Станислава Жолкевского, Александра Корвин-Гонсевского и Миколая Струся находился в Москве, в течение нескольких лет удерживая власть. После освобождения Москвы земским ополчением в ноябре 1612 года навсегда покинул пределы Русского государства.
16 мая 1613 года Ежи Мнишек скончался.

## Семья и потомки
Известно, что в браке со знатной шляхтянкой Ядвигой Тарло Мнишек имел десятерых детей (еще двое умерли, будучи детьми):
- Миколай Мнишек (1587—1613), староста лукувский;
- Урсула Мнишек (ум. 1622), жена с 1603 года воеводы белзского и русского, князя Константина Константиновича Вишневецкого (1564—1641), участника московского похода 1604—05 годов;
- Марина Мнишек (1588—1614), московская царица, жена самозванцев Лжедмитрия I и Лжедмитрия II;
- Анна Мнишек, жена каштеляна войницкого Петра Шишковского;
- Ефросинья Мнишек, жена некоего Ермолая Иордана;
- Кристина Тереза, монахиня ордена босых кармелиток;
- Станислав Бонифаций Мнишек (1580—1644), староста саноцкий, львовский, самборский, глинянский;
- Стефан Ян Мнишек (ум. 1602), староста саноцкий;
- Франтишек Бернард Мнишек (1590—1661), каштелян сондецкий, староста саноцкий и щирецкий;
- Сигизмунд Мнишек (ум. ок. 1613).